# Escut i bandera d'Alboraig
L'escut i la bandera d'Alboraig són els símbols representatius d'Alboraig, municipi del País Valencià, a la comarca de la Foia de Bunyol.

## Escut heràldic
L'escut té el següent blasonament:
| « | Escut quadrilong de punta redona. Partit. Al primer quarter, una torre d'or en camp d'atzur. Al segon, en tres marcs d'or en camp gules. Al timbre, corona reial oberta, segons ús del Regne de València. | » |

## Proposta de bandera
La proposta de bandera, de 2007, té la següent descripció:
| « | Drap rectangular, de proporció 2:3, de color groc, amb dues faixes blaves en els extrems superior i inferior del drap, d'una amplada 1/10 de la mateixa. Sobreposat al centre, l'escut municipal en els seus colors. | » |

## Història
L'escut oficial fou aprovat el 28 d'abril de 2022 per la Generalitat Valenciana. la proposta de bandera fou aprovada pel plenari de l'Ajuntament el 27 de març de 2007.
L'Ajuntament portà, al menys des de 2008, intentant dotar-se d'un escut oficial, i hi ha constància d'haver utilitzat altres escuts anteriorment.
A L'Arxiu Històric Nacional (AHN) es conserva una empremta d'un segell de l'Alcaldia, de 1877, on es representa l'escut de la província, que no és altre que l'escut de l'antic Regne de Valencia: «d'or, quatre pals de gules».
Posteriorment, l'Ajuntament utilitzà un escut quarterar amb llunetes muntants d'argent al primer i tercer quarter i els quatre pals de València al segon i quart quarters. Els campers de les llunetes eren de sinople i atzur respectivament. Poden trobar aquest escut a la façana de l'Ajuntament.

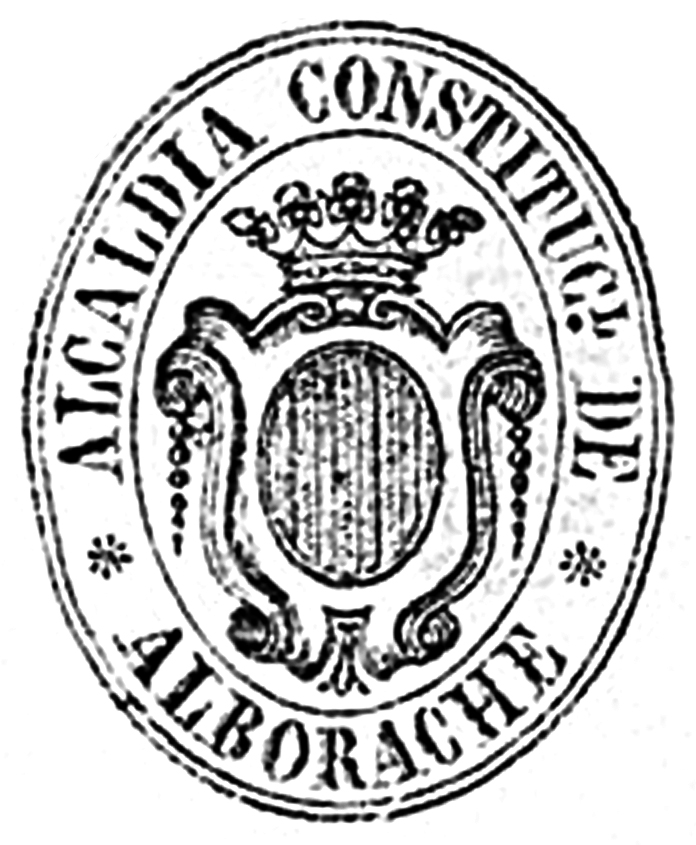
Empremta d'un segell de 1877.
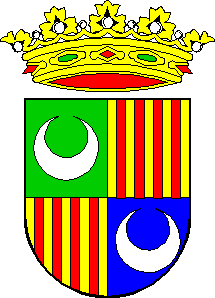
Escut similar a l'escut de la façana de l'Ajuntament.

Més tard, i fins 2008, l'Ajuntament utilitzà altre escut, amb la següent descripció:
| « | Escut quadrilong, partit i mig truncat. Primer quarter, d'atzur, torre d'argent. Segon quarter, de blanc, creu de Sant Jaume, de gules. Tercer quarter, de gules, tres marcs d'or. Al tot bordura d'argent, amb la inscripció en sable «Nobilis et Fidelis Alboraig». Per timbre, corona reial oberta. | » |

La torre del primer quarter provenia del significat del topònim «Alboraij» (torre de guaita); la creu de Sant Jaume, per l'Orde de Montesa i per ser Sant Jaume el patró de la localitat; y els tres marcs són les armories dels Berenguer Mercader. La llegenda és un honor atorgat pel rei Jaume II.
Al 2008, es va presentar un projecte d'escut d'acord amb el procediment establert al Decret 116/1994, de 21 de juny, del Govern Valencià. Es van canviar els tres marcs d'or per una garrofera; es va llevar la llegenda i es va canviar el color de la torre:
| « | Escut partit i mig truncat. Al primer, en camp d'atzur una torre d'or. Al segon, en camp d'argent una creu de Sant Jaume en gules. Al tercer, en camp de gules un garrofer d'or. Timbrat amb corona reial oberta. | » |

Escut utilitzat fins al 2008.
Escut utilitzat entre 2008 i 2021.
Proposta de 2021.

Aquest projecte de 2008 però, no va ser aprovat pel Consell Tècnic d'Heràldica i Vexil·lologia (CTHV) de la Generalitat.
Al 2021, i després de diversos informes intercanviats entre l'Ajuntament i el CTHV, el plenari aprovà l'última proposta que recull les recomanacions fetes pel CTHV.